# Allocasuarina eriochlamys
Allocasuarina eriochlamys là một loài thực vật có hoa trong họ Casuarinaceae. Loài này được (L.A.S.Johnson) L.A.S.Johnson mô tả khoa học đầu tiên năm 1989.